# 保利发展广场
保利发展广场（英語：Poly Plaza），前称保利天幕广场，是中国广东省广州市海珠区的超高层摩天大楼，有“琶洲之眼”之称，是保利发展控股总部大楼所在地。广场总建筑面积超30万平方米，由美国SOM建筑设计事务所设计，由东西两塔楼组成，东塔为楼高311米的写字楼，西塔为洲际酒店集团亚洲旗舰店广州保利洲际酒店，塔楼基本几何形状是一个圆锥体，圆角正方形楼面，东西两面向外凸起，而南北两面略为凹进，顶部为具有雕塑感的孔洞。两塔楼由一座六层的裙楼相连。因其外觀形似層層疊起的塑胶凳，而塑膠凳在廣東相當常見，故又被稱為「省凳大樓」。

## 历史
2017年6月14日，全球招商计划正式启动。2018年9月13日，举行亮灯仪式，正式投入使用。
2021年，保利发展广场获世界高层建筑与都市人居学会（CTBUH）颁发全球最佳高层建筑奖（300-399米）。

## 功能划分

### 东塔
- B1层：餐厅
- 1F：写字楼大堂
- 2-3F：写字楼会议中心
- 4F、14F、22F、32F、40F、50F、60F：避难层
- 32F：物业服务中心
- 33-34F：对外展示中心
- 53-59F：保利发展控股总部
- 其余为办公楼层

### 西塔
- 1F：广州保利洲际酒店大堂
- 2-3F：广州保利洲际酒店宴会厅
- 19-38F：广州保利洲际酒店客房